# Urban Terror
Urban Terror (сокр. — UT или UrT) — компьютерная игра в жанре шутер от первого лица. Разрабатывается студией «Silicon Ice Development», впоследствии переименованной в FrozenSand. Включает в себя большинство элементов тактического шутера — командной игры с большой реалистичностью.
Игра распространяется бесплатно, однако под несвободной лицензией (кроме движка). Любительские модификации и продажа не разрешаются.
В начале, Urban Terror разрабатывалась как полная модификация шутера от первого лица Quake III Arena от id Software. Начиная с версии 4.0, модификация стала распространяться как полностью готовый дистрибутив игры с открытой версией движка Quake 3 — ioQuakeEngine (переименованный ioquake3, распространяется по лицензии EULA), без необходимости установки оригинального Quake 3.
Игра была номинирована по ModDB как лучший игровой мод 2007 года.

## История разработки
Мод появился в 1999 году как набор дополнительных карт для Quake 3, в котором планировалось реальное окружение. Он вырос из этого небольшого пакета к полной модификации, которая включала в себя реальное оружие и игровой процесс, похожий на Action Quake 2. Международная команда Silicon Ice Development сформировалась весной 2000 года. Было много схожестей с другими модификациями на движке Quake, так что разработка была довольно быстрой. Первая бета-версия игры была представлена в августе 2000 года на конференции Quakecon. Тогда это был уже реалистичный мод с большим количеством особенностей и реалистичностью. Эта бета быстро стала популярной, и начало появляться большое количество карт от сторонних разработчиков. В конце 2000 года был завершен последний релиз первой бета-версии — 1.27
Команда разработчиков выросла до 20-30 человек, и начала работу над следующим релизом (Beta 2). Та работа, которая была проделана над этой версией, помогла игре сделать большой шаг вперед по сравнению с её старыми версиями. Внешний вид, эффекты и особенности игры были заметно улучшены в этой версии. Благодаря этому успеху, несколько разработчиков игры начали личные профессиональные карьеры в игровой индустрии. Beta 2.3 стала одной из самых популярных версий Urban Terror.
Beta 3 стала ещё одним большим шагом в разработке Urban Terror. Среди множества добавлений имел место геймплей, основанный на миссиях. Мод был портирован на движок Wolfenstein: Enemy Territory в 2004 году. В это время Silicon Ice была переименована в Frozen Sand.
Наконец, когда движок Quake 3 стал свободным, в начале 2007 года вышла версия игры 4.0. В эту версию было добавлено большое число карт от сторонних разработчиков, и теперь она могла распространяться как полноценный дистрибутив или как дополнение для уже установленной Quake 3 Arena. Frozen Sand продолжает работать над Urban Terror, и в конце 2007 года вышла текущая версия 4.1, которая стала самой популярной версией в истории игры.

### Команда разработчиков
FrozenSand, LLC  — независимая команда-разработчик компьютерных игр, основанная энтузиастами, специализирующимися на разработке пользовательских модифицикаций. Ранее команда носила название «Silicon Ice Development».
Первым проектом FrozenSand является популярная модификация для игры Quake 3 на тему противостояния спецназа и террористов Urban Terror. Впоследствии, модификация превратилась в самостоятельную свободную игру на модифицированном игровом движке «id Tech 3». Разработка данной игры в качестве мода началась в 1999 году. Постепенно, проект вырос из набора карт до тотальной модификации, полностью перерабатывающей оружие, локации и игровой процесс.
Весной 2000 года сформировалась команда Silicon Ice Development, состоявшая из нескольких разработчиков — представителей разный отраслей индустрии модов. Модификация демонстрировалась на QuakeCon. Постепенно команда разработчиков выросла до 20-30 человек, и начала работу над следующим релизом. В начале 2007 года, игра стала самостоятельной и перестала нуждаться в наличии Quake 3 для своей работы.

## Игровой процесс
Urban Terror имеет реалистичный игровой процесс и высокую скорость (которая сравнима с Quake 3 и Unreal Tournament). Реализм в игре представлен некоторыми особенностями. Например, все оружие существует в реальной жизни, имеет отдачу, разную степень кучности стрельбы, требует перезарядки.
При движении точность прицеливания уменьшается, в приседе наоборот увеличивается. Оружие не покупается, а всегда доступно, однако количество экипировки ограничено тремя слотами для оружия и четырьмя для предметов. Более того некоторые виды вооружения, ввиду громоздкости, блокируют слоты и даже накладывают ограничения на способность передвижения (пулемёт).
Система повреждений также реалистична: она основана на разделении игрока на зоны повреждений тела (руки, туловище, ноги и голова). При попадании в руки и ноги, раны кровоточат, и тогда постепенно уменьшаются проценты здоровья, вплоть до смерти. Эти раны требуют перевязки, которое может занимать большое количество времени (по игровым меркам), в зависимости от типа, количества ран и убойной силы оружия, из которого ранили. Самостоятельно раны можно только перевязать. Игроки могут выполнять лечение, но обычно только до 50 %. Быстро и почти полностью (90 %) восстановить здоровье можно только при наличии у игрока специальной аптечки. Раны показываются на индикаторе в форме модели человека в левом нижнем углу экрана.
В Urban Terror встроены акробатические способности (трюки). Их осуществление требует знаний принципов движений и хорошую координацию. Так, игрок способен отталкиваться от стен, сильно ускоряться, прыгать на большие расстояния, перепрыгивая через всевозможные здания и объекты. Для примера, при распрыжке (bunny-hop), увеличивающей скорость, и приседании сразу после последнего прыжка — игрок скользит по земле, что дает ему дополнительные преимущества: он двигается быстро, и на это не расходуется энергия. Дополнительно увеличивает эффект плавный поворот зрения (с помощью мышки) в одну из сторон во время скольжения. Поворот также применим во время распрыжки, и позволяет перемещаться с умопомрачительной скоростью (в среднем 3-6 раз быстрее), но требует тренировки (см. ниже).
Существуют даже специальные сервера (jump-servers), посвящённые исключительно картам (не входящим в стандартный комплект), в которых имеется всё для развития акробатических способностей. Оружие и припасы на этих картах не используется, и вообще не одобряется, так как его ношение уменьшает запасы энергии.
Незалеченные повреждения ног сильно замедляют движение, способность прыгать практически исчезает; элементы акробатики в таком случае неосуществимы.
При исчерпании любого вида оружия (даже ножей, их в игре целых 5) есть возможность убить противника, буквально запинав его до смерти. Пнуть противника можно, подбежав к нему с пистолетом или ножом и прыгнув прямо в лицо или в грудь. Один пинок отнимает около 20 % здоровья. Падение с большой высоты на голову противника убьет его, игрок останется невредим.

## Режимы игры
Urban Terror предоставляет 7 игровых режимов:
- Free For All (FFA) — каждый играет сам за себя. Главной целью является накопление фрагов.
- Team Deathmatch — командный десматч. Целью является накопление командой общего числа фрагов больше, чем у команды противника до истечения времени.
- Team Survivor — командное выживание. Цель игры — уничтожение всех игроков противоположной команды при хотя бы одном выжившем игроке из своей команды.
- Capture the Flag (CTF) — захват флага.
- Capture and Hold (C&H) — захват и удержание. Команда захватывает участки карты и удерживает их, пока не захватит все участки.
- Follow the Leader (FTL) — следование за лидером. У каждой команды на месте респауна(или недалеко от него) находится флаг. Цель лидера команды затронуть вражеский флаг. В случае гибели лидера команде необходимо уничтожить всех членов другой команды.
- Bomb mode (BM) — закладка бомбы в определённом месте. Одна команда должна заложить бомбу, и не допустить, чтобы другая команда её обезвредила до её взрыва. Режим полностью идентичен подобному в Counter-Strike.

Все режимы, кроме Free For All, являются командными. Игроки делятся на две команды — «синих» и «красных». Их названия определяются настройкой сервера, но по умолчанию команды называются «Red Dragons» (красные), и «SWAT» (синие). В режиме Bomb Mode «красные» закладывают бомбу, а «синие» её обезвреживают. При соединении с сервером игрок выбирает, за какую команду будет играть, или может присоединиться к нужной команде автоматически. В таком случае он присоединяется к команде, в которой меньше игроков. Если игроков в обеих командах одинаковое число, новый игрок присоединяется к проигрывающей по фрагам/раундам команде.
Игра заканчивается по истечении лимита фрагов/выигранных раундов у команды/игрока, либо по истечении лимита игрового времени (зависит от настройки сервера).

## Оружие и боеприпасы
В игре имеется множество разнообразных видов оружия: от снайперских винтовок до ручного гранатомета. Игрок сам выбирает оружие и боеприпасы после соединения с сервером, или может вызвать меню выбора оружия в любой момент времени. В игре нет понятия денег; таким образом, шансы опытных игроков и новичков хоть немного уравниваются (из практики игры в Counter-Strike известно, что та команда, которая постоянно выигрывает у другой команды, зарабатывает всегда большое количество денег, и покупает мощное оружие, которое не дает команде соперника с малым количеством денег отыграться). Новое оружие появится у игрока после возрождения или сразу, если он не двигался после возрождения (начала раунда). Все вооружение доступно обеим командам. Но на некоторых серверах за использование определённого оружия могут забанить или заставить выбрать другое. Имеются также индивидуальные средства защиты: бронежилет и шлем, и другие виды дополнительных припасов (медпакет, лазерный целеуказатель, прибор ночного виденья, глушитель).
Любая единица оружия и боеприпасов занимает один слот в арсенале игрока. Всего этих слотов 7: три для оружия (для первичного, вторичного оружия и для пистолета), три — для экипировки, плюс один для гранат (однако его применение исключает один слот из арсенала боеприпасов).
Минимальный набор оружия и припасов, которые может носить при себе игрок — единица первичного оружия, пистолет, и одна единица дополнительной экипировки. Ношение дополнительного оружия при себе необязательно (оно может быть замещено дополнительной экипировкой: глушителем, гранатами, и др.), однако при всех занятых слотах оно может быть подобрано у убитого противника. Исключение составляет ручной пулемет IMI Negev — при его использовании ношение дополнительного оружия невозможно, и при ношении этого пулемета у игрока меньше запаса энергии для перемещения.
Вооружение делится на:
- первичное оружие (штурмовые винтовки AK103, M4A1, LR-300, G36; снайперские винтовки SR-8, PSG-1, FR-F1; ручной гранатомёт HK-69, ручной пулемёт IMI Negev);
- вторичное оружие (дробовики SPAS12, XM1014 пистолеты-пулемёты MP5, P90, UMP);
- пистолеты (Beretta 92G, Desert Eagle, Glock17, Colt1911);
- гранаты (дымовые и осколочные;
- нож (можно бросать и подбирать)

Вторичное оружие может быть также взято в первичный слот.
Виды экипировки: глушитель; дополнительные патроны; лазерный целеуказатель; прибор ночного видения (позволяет контрастнее разглядеть игроков, однако уменьшает угол обзора и заменяет цвета на гамму зелёного (цвет по умолчанию, можно сменить), делая визуальное распознавание друг-враг по цветам одежды невозможным), аптечка (лечит раненых товарищей по команде), и индивидуальные средства защиты: кевларовый бронежилет и шлем.
У штурмовых винтовок есть три режима огня: автоматический, стрельба одиночными и стрельба очередями по 3 патрона. У пистолетов-пулеметов нет одиночного режима, есть только автоматический и очередями. При истечении зарядов из всех видов оружия можно воспользоваться ножом. Это постоянный элемент арсенала игрока, он всегда присутствует. Однако ножи можно метать (всего в арсенале игрока имеется 5 ножей), и ими можно просто махать.

## Однопользовательский режим
Изначально Urban Terror предназначается исключительно как мультиплеерная игра. Однако с ранних версий игры в ней имеются боты для однопользовательского сражения. Однако эти боты уже не поддерживаются и работают только на некоторых картах. Добавить их из меню игры нельзя — необходимо править конфигурационные файлы игры или каждый раз при добавлении ботов прописывать некоторые команды в консоли.

## Античитерская система
Ранние версии Urban Terror использовали систему PunkBuster. Но так как она не поддерживает модификации движка Quake 3, с версии 4.0 было решено перейти на систему BattlEye Архивная копия от 14 марта 2022 на Wayback Machine. Но поддержка этой системы прекратилась 4 августа 2007 года, поэтому разработчики до сих пор ищут подходящую античитерскую систему.
Увеличившаяся популярность игры поставила необходимость создания проекта UAA: «Альянс Администраторов серверов Urban Terror», который позволял игрокам присылать записи игры подозреваемых, а узкий круг лиц оценивал их и при позитивном результате, добавлял читера в глобальный бан-список. UAA прекратил свое существование с выходом системы профилей.
В версию 4.2 плавно интегрирована система профилей. Профиль трассирует все сведения о клиенте и соединении и обеспечивает с одной стороны — уникальность пользователя и защиту от двойников, а с другой стороны — последовательность политики борьбы против читерства.